# 水野眞由美
水野 眞由美（みずの まゆみ、1957年3月23日 - ）は、群馬県出身の俳人。

## 来歴
前橋市生。和光大学人文学部卒業。前橋市にて古書店「山猫館書房」を経営しながら句作活動を行う。1985年より金子兜太に師事。「俳句空間」新人賞準賞、海程新人賞などを受賞。2001年、句集「陸封譚」で第6回中新田俳句大賞を受賞。女性ならではのみずみずしい感性を生かした作風で注目される。現在、「海原」同人・「鬣-TATEGAMI」編集同人。朝日新聞群馬版・上毛俳壇選者。
エッセイ集「猫も歩けば」、評論集「現代の俳人101」（共著）。「小さな神へ—未明の詩学」で、群馬県文学賞評論部門を受賞。

## 著書
- 第1句集　陸封譚（七月堂）
- エッセイ　猫も歩けば（山猫館書房）
- 第2句集　八月の橋（鬣の会）
- 第１評論集　小さな神へ—未明の詩学（ＪＰ叢書）